# Turnov
Turnov (niem. Turnau) – gmina i miasto w Czechach, w kraju libereckim.
Gmina Turnov zajmuje powierzchnię 22,73 km², a zamieszkuje ją 14 362 osób (stan na dzień 01.01.2015).
Miasto jest tradycyjnym centrum polerowania kamieni szlachetnych, wytwórstwa szkła i rękodzieła artystycznego. Leży w samym sercu Czeskiego Raju oraz na ważnych szlakach komunikacyjnych – przebiegają tutaj 3 linie kolejowe i autostrada D10, łącząca Pragę z Libercem. W mieście rozwinął się przemysł optyczny, elektroniczny, metalowy, ceramiczny, odzieżowy oraz spożywczy.
Turnov posiada duże muzeum, 6 kościołów i synagogę, odrestaurowaną w latach 2007–2008. W pobliżu znajduje się wiele zamków i zabytków architektury wiejskiej.
W mieście znajduje się szkoła średnia obróbki kamienia, metalu i produkcji biżuterii założona w 1884 i będąca pierwszą tego typu placówką w Europie Środkowej.
Znanym skoczkiem, który pochodzi z Turnova, jest Roman Koudelka.

## Demografia[3]
| Rok             | 1869  | 1900  | 1930   | 1950   | 1970   | 1980   | 1991   | 2001   | 2010   |
| --------------- | ----- | ----- | ------ | ------ | ------ | ------ | ------ | ------ | ------ |
| Liczba ludności | 6 849 | 9 028 | 11 541 | 11 268 | 13 633 | 14 550 | 14 398 | 14 513 | 14 445 |

## Zabytki
- zamek Hrubý rohozec

## Miasta partnerskie
- Alvesta
- Idar-Oberstein
- Jawor
- Keszthely
- Murska Sobota
- Niska
- Reeuwijk